# Berge (Brandemburgo)
Berge é um município da Alemanha, situado no distrito de Prignitz, no estado de Brandemburgo. Tem 26,44 km² de área, e sua população em 2019 foi estimada em 754 habitantes.